# Tyszowce
Tyszowce ist eine Stadt sowie Sitz der gleichnamigen Stadt-und-Land-Gemeinde im Powiat Tomaszowski der Woiwodschaft Lublin in Polen. Sie ist in einer landwirtschaftlich geprägten Gegend an der Droga wojewódzka 850 am Fluss Huczwa gelegen. 
Die Stadt wurde 1419 im Fürstentum Bels gegründet und gehörte im 16. Jahrhundert administrativ zur Woiwodschaft Bełz. Am 31. Dezember 2016 wurden 2129 Einwohner gezählt.

## Geographie

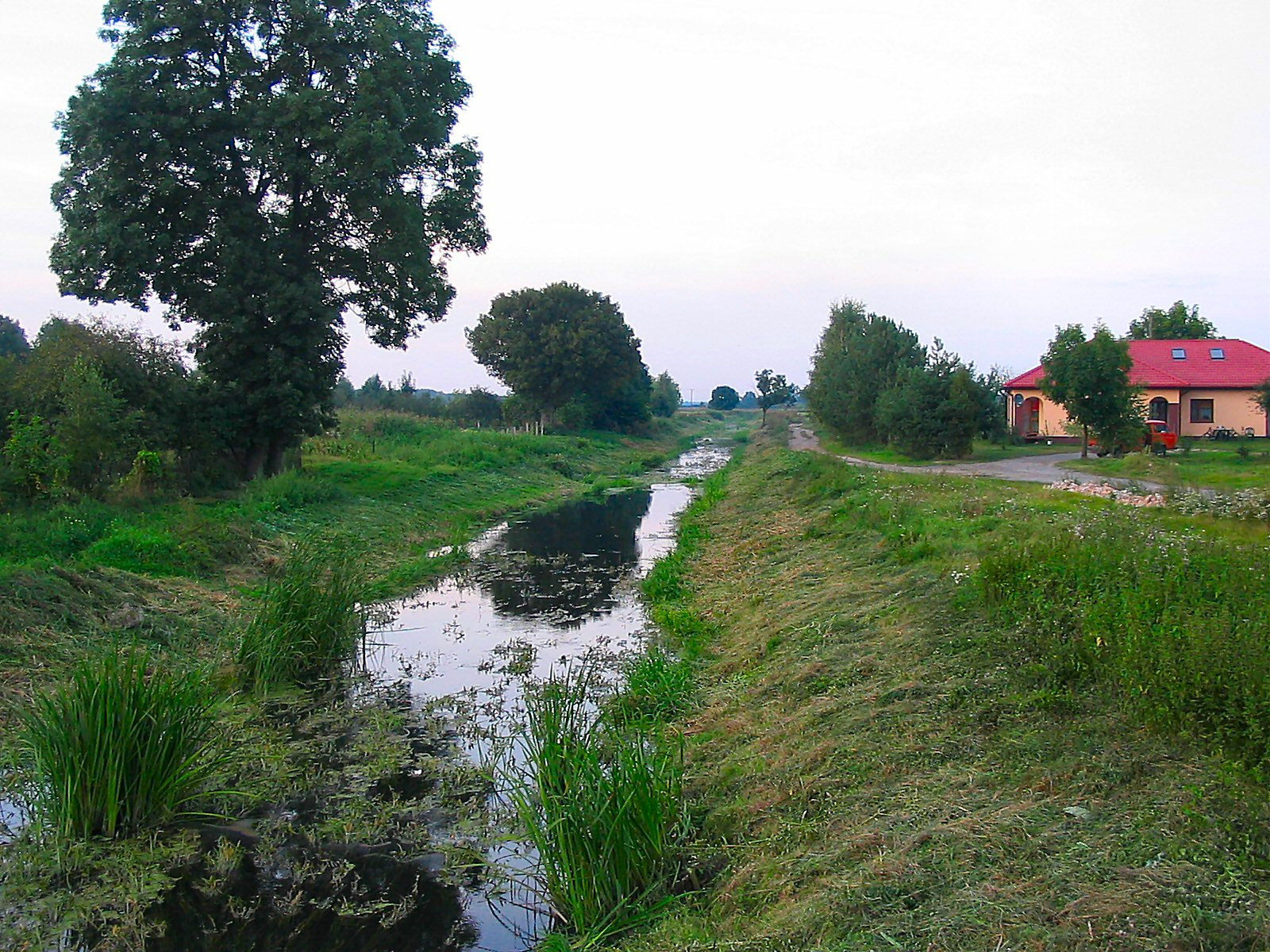
Fluss Huczwa in Tyszowce

Am 1. Januar 2011 betrug die Fläche der Stadt 18,52 km².
In den Jahren 1975–1998 gehörte die Stadt administrativ zur Woiwodschaft Zamość. Aufgrund der geografischen und physischen Situation liegt Tyszowce im südlichen Teil der Mesoregion Kotlina Hrubieszowska und im nördlichen Teil in der Mesoregion Grzęda Sokalska. Beide Mesoregionen bilden den westlichen Rand des Wolhynischen Hochlands.

## Geschichte
Die Ursprünge von Tyszowce sind nicht genau bekannt, man geht aber davon aus, dass sie so alt sind wie die Festungen des Rotburgenlands. Die in der Vergangenheit in diesen Gebieten vorherrschenden natürlichen Bedingungen begünstigten die Entstehung der Stadt. Die Nähe eines großen Teichs, die Lage am Huczwa und die umliegenden sumpfigen Wiesen boten einen soliden Schutz vor feindlichen Truppen, die in dieser Zeit häufig die Gebiete Piasten-Dynastie verwüsteten. Einzig aus dieser Zeit erhalten geblieben ist die sogenannte Burg, ein Hügel mit Erdwall im nördlichen Teil der Stadt, auf dem laut Aufzeichnungen ein Wachturm stand.
Tyszowce war viele Jahre lang die Hauptstadt der polnischen Schuhmacherei. Früher wurden hier Lederstiefel namens „Tyszowiaki“ hergestellt, die über die Knie bis zur Hüfte reichten. Diese wurden so gefertigt, dass beide Stiefel eines Paars an beide Füße passten. Darüber hinaus waren sie besonders stabil und langlebig. Im Jahr 1410 befahl König Władysław II. Jagiełło seinen Soldaten, in der Schlacht bei Tannenberg gegen das Herr des Deutschritterordens Tyszowiaki zu tragen.
Nach der Zerstörung der Burg Tscherwen durch die Truppen der Goldenen Horde begann die Bedeutung der Kleinstadt am Huczwa zuzunehmen. Bereits im 15. Jahrhundert hatte Tyszowce den Rang einer Fürstenstadt. Das Magdeburger Recht wurde Tyszowce von Fürst Siemowit IV. verliehen und 1453 von Fürst Władysław I. von Bełsk bestätigt. Mit der Eingliederung des Herzogtums in die Krone im Jahr 1462 erhielt Tyszowce den Rang einer königlichen Stadt. Es wurde eine ländliche Starostwo errichtet, wozu neben der Stadt auch die vier Dörfer Klątwy, Perespa, Przewale und Mikulin gehörten.
Im Jahr 1500 wurde die Stadt infolge der Tatareninvasion fast vollständig zerstört. Daher wurde sie im Jahr 1502 für einen Zeitraum von 10 Jahren von der Steuer befreit. Einige Jahre später erlebte Tyszowce eine weitere Tatareninvasion, die nicht weniger Verwüstung anrichtete als die vorherige. Deshalb beschloss König Sigismund I. im Jahr 1518 erneut, die Einwohner von Tyszowce für acht Jahre von den Steuern zu befreien.
Die zunehmende Bedeutung von Tyszowce erforderte, dass die Stadt über eine repräsentative Einrichtung verfügen musste, in der die Herrscher übernachten konnten. Wahrscheinlich aus diesem Grund wurde im 16. Jahrhundert in Tyszowce das Starostenschloss erbaut, das in der Inspektion von 1564 und in einer Notiz von 1611 erwähnt wird. Es handelte sich höchstwahrscheinlich, wie die gesamte Stadt zu dieser Zeit, um einen Holzbau. Es befand sich an einem von der Stadt getrennten, exponiert gelegenen Ort, an dem sich heute Geschäfte und eine Schule befinden. Die Beschreibung aus dem Jahr 1564 enthält auch interessante Informationen über die Existenz von Erdwällen rund um die Stadt, verstärkt durch einen Holzzaun mit drei Toren: das Lubliner, das Sokaler und das Lemberger Tor. Die Befestigungsanlagen wurden während der Kriege Mitte des 17. Jahrhunderts teilweise zerstört, auf dem verbliebenen Teil der Uferböschungen wurden später Wohngebäude und eine orthodoxe Kirche errichtet.
In Tyszowce gab es neben der polnischen und ruthenischen Bevölkerung auch eine große Gruppe Juden. Die Hauptbeschäftigung der jüdischen Gemeinde Tyszowces war Handel und Handwerk, gelegentlich auch die Landwirtschaft. Im Jahr 1538 gab es in der Stadt nur 21 jüdische Familien, aber nachdem König Sigismund II. August ihnen 1567 umfangreiche Privilegien gewährte, stieg ihre Zahl rasch an. Nach Angaben aus dem Jahr 1571 bestand die gesamte Stadt, einschließlich der Vororte Zamłynie und Dębina, aus 218 Häusern, davon 31 jüdische. Zu dieser Zeit gab es in der Stadt auch eine Synagoge. Es ist davon auszugehen, dass sich in der Nähe auch ein jüdischer Friedhof befand, der zur Wende vom 19. zum 20. Jahrhundert durch einen neuen ersetzt wurde. Er wurde bis 1942 genutzt und dann von den Deutschen zerstört. Erst 1988 wurde der Friedhof auf Initiative von Dawid Laks und Abraham Borg sowie den Einwohnern von Tyszowce restauriert.
Die zweite Hälfte des 16. Jahrhunderts brachte eine rasante Stadtentwicklung. Neben der stark wachsenden Bevölkerung kam es auch zu einer schnellen Entwicklung des Handwerks. Im Jahr 1563 wurde die Existenz einer Schuhmacherzunft in der Stadt erwähnt, 1578 wurde eine Kürschnerzunft gegründet und ab 1610 ist die Existenz von Schmiede- und Weberzunft belegt. Eine Inspektion aus dem Jahr 1578 listet insgesamt 53 Handwerker in der Stadt auf, die insgesamt 18 verschiedene Handwerksarten ausüben. Die führende Rolle spielte natürlich die Schuhmacherzunft, die größte und berühmteste, die die im ganzen Land berühmten Tyszowiaki herstellte. Die erste Hälfte des 17. Jahrhunderts brachte den wirtschaftlichen Niedergang der Stadt, der auf wiederholte Tatareneinfälle und Brände zurückzuführen war. Große Zerstörung verursachte auch der Einmarsch der Truppen Bohdan Chmelnyzkyjs, bei dem der Stadtteich gegraben und das Wasser abgelassen wurde. Auch die Pfarrkirche wurde geplündert und niedergebrannt. Das Jahr 1649 brachte Tyszowce weitere Zerstörungen, verursacht durch den Marsch der Krontruppen durch die Stadt, um Sbarasch zu besetzen. Mitte der 1650er-Jahre kam es zu aufeinanderfolgenden Truppenmärschen, zunächst Kosaken- und dann Russentruppen, und anschließender Zerstörung der Stadt.
Tyszowce erlangte einen dauerhaften Platz in der Geschichte und im Ruhm, als hier am 29. Dezember 1655 die Konföderation gegen den schwedischen König gegründet wurde Karl X. Gustav, später Konföderation von Tyszowce genannt. Ihr Ziel war es, die Schweden zu bekämpfen und die Armee dem rechtmäßigen Monarchen Johann II. Kasimir zurückzugeben. Der Konföderationsakt forderte auch Personen mit niedrigerem Rang als dem Adel zu Waffen auf. Die Initiatoren seiner Gründung waren die Kronhetmane Stanisław Potocki und Stanisław Lanckoroński. Der Konföderationsakt wurde auch von Senatoren, Soldaten, Obersten und dem örtlichen Adel unterzeichnet. Da es den Eindringlingen nicht gelang, die Stadt einzunehmen, schenkten sie den Einwohnern von Tyszowce 12 riesige, mit Schießpulver gefüllte Kerzen. Die Einwohner wurden vor dem schwedischen Hinterhalt gewarnt und zündeten diese Kerzen nicht an, wodurch die Stadt einer massiven Zerstörung entging. Zu Ehren dieses Ereignisses werden von den Einwohnern von Tyszowce Kerzen gegossen und in der Pfarrkirche aufbewahrt. Sie werden an den wichtigsten kirchlichen und staatlichen Feiertagen ausgestellt und bei der Fronleichnamsprozession getragen.
Mit der königlichen Erlaubnis von 1767 übertrug der Kronkämmerer Kazimierz Poniatowski seine Rechte an der Starostwo Tyszowce an Jan Mier. Im Jahr 1768 tauschte er mit der Regierung der Republik Polen diese Rechte gegen ein Anwesen in der Woiwodschaft Kiew und wurde damit Eigentümer der Stadt. Von da an wurde Tyszowce eine Privatstadt und kam 1772 unter österreichische Herrschaft. Zu dieser Zeit lebten über 200 christliche und 80 jüdische Familien in der Stadt. Die Einwohnerzahl betrug etwa 1800. Im Jahr 1787 wurde Tyszowce zusammen mit den angrenzenden Dörfern Przewale, Mikulin und Klątwy von Franciszek Głogowski gekauft.
Im Jahre 1803 kam es zu einem Stadtbrand, bei dem auch die Kirche brannte. Zehn Jahre später plünderten Kosakentruppen die Stadt und zerstörten sie weitgehend. Im Jahr 1815 gelangte Tyszowce durch die Organisation einer staatlichen Lotterie in die Hände von Antoni Frankl. Später war die Stadt kurzzeitig im Besitz des Grafen Parys und dann des Grafen Józef Schwartz-Spek. Ab 1818 befand sich Tyszowce im Besitz der Familie Głogowski. In diesem Jahr erwarb Jan Nepomucen Głogowski die Rechte an der Stadt, in der damals fast 2000 Menschen lebten. Im Jahr 1835 wurde Tyszowce von seinem Sohn Alojzy Gonzaga Głogowski gekauft, und 1846 verpachtete er es für 12 Jahre an Józef Dobrzelewski. Danach begann die Bevölkerung der Stadt schnell zu wachsen und erreichte 1847 2922 Menschen. Die Mehrheit der damaligen Bevölkerung waren unierte Ruthenen – 1048 Personen, Juden – 1134 Personen, Katholiken waren eine Minderheit von 740 Personen. Im Jahr 1858, nach dem Tod von Alojzy Głogowski, ging die Stadt in den Besitz seiner Frau Anastazja über. Während ihrer Amtszeit im Jahr 1869 wurde Tyszowce von den zaristischen Behörden seiner Stadtrechte beraubt und wurde zu einer Siedlung mit Sitz der Gemeinde. Am 18. Mai 1863 wurde Tyszowce von der aufständischen Gruppe Maj. Jan Żalplachta Zapałowicz besetzt. Die örtliche Bevölkerung begrüßte die Aufständischen mit Begeisterung, viele schlossen sich Zapałowiczs Partei an. Am Nachmittag kam es auf den Wiesen bei Tyszowce zu einem Kampf zwischen den Aufständischen und einer russischen Militärkolonne, die aus Richtung Tomaszów Lubelski kam. Die Aufständischen schlugen die feindlichen Streitkräfte zurück und zogen sich dann in die umliegenden Wälder zurück. Im Jahr 1877 kaufte Alojzys Sohn Józef Głogowski das Gut Tyszowce, bestehend aus der Siedlung Tyszowce und den Dörfern Klątwy, Mikulin, Podbór und Przewale, für 160.000 Rubel. Im Jahr 1906 wurde das gesamte Anwesen von seinen Söhnen Tadeusz und Józef geerbt und unter ihnen aufgeteilt. In den Jahren 1890 bis 1893 wurde in Tyszowce eine neue orthodoxe Kirche gebaut, die 1958 abgerissen wurde. Im Jahr 1907 vernichtete ein weiterer Brand in der Geschichte von Tyszowce fast die gesamte Siedlung. Zu diesem Zeitpunkt wurde die höchste bekannte Bevölkerungszahl im Jahr 1910 mit 7620 Personen verzeichnet. Schwere Verluste erlitt Tyszowce auch im Ersten Weltkrieg, bei dem die Kirche schwer beschädigt wurde.
In der Zwischenkriegszeit begann sich die Siedlung nach den Zerstörungen des Krieges zu erholen. Viele Gebäude wurden umgebaut, ein Kino und eine Dampfmühle und mit öffentlichen Mitteln eine Schule mit sieben Klassen gebaut. Die Volkszählung von 1921 ergab, dass die Siedlung zu diesem Zeitpunkt 4420 Einwohner hatte, von denen über 55 % (2451 Personen) Juden waren. Außer ihnen lebten in Tyszowce 1592 Polen und 177 Ukrainer. In der Nacht vom 27. auf den 28. August und 2. September 1920 kam es in der Stadt zu antijüdischen Pogromen. 15 Juden wurden ermordet und 75 verletzt. Dutzende Frauen wurden vergewaltigt. Diese Taten wurden von „Bałachowcy“ (auf polnischer Seite kämpfende russische und weißrussische Truppen unter dem Kommando des Generals der polnischen Armee Stanislau Bulak-Balachowitsch) begangen. Im Jahr 1939 wurde auf Anordnung des Justizministers in Tyszowce ein Strafarbeitslager für 600 Häftlinge eingerichtet, die an der Regulierung des Huczwa arbeiteten.
Der Zweite Weltkrieg brachte große Zerstörungen in Tyszowce, viele Gebäude brannten während des Krieges nieder, 60 % der Siedlung wurden zerstört. Im April 1942 kam es zu einer Massenhinrichtung. SS-Einheiten, Gestapo und deutsche Polizei erschossen etwa 1000 jüdische Bewohner der Siedlung. Während der Besetzung durch die Nazis wurde in der Siedlung ein Zug der 21. Kompanie der Polnischen Heimatarmee aufgestellt, der Teil der 21. Kompanie der Oblast Tomaszów war. 1944 wurde Tyszowce verstaatlicht. Im selben Jahr wurde hier die erste Mittelschule in der Region Lublin eröffnet. Im Jahr 1956 zerstörte ein weiterer Brand einen Teil von Tyszowce, wo damals nur 950 Menschen lebten.
Im Jahr 1997 wurde in Tyszowce das Kamaldulenserkloster „Verklärung des Herrn“ von Nonnen aus Złoczew gegründet.
Am 1. Januar 2000 wurde Tyszowce wieder eine Stadt.

## Sport

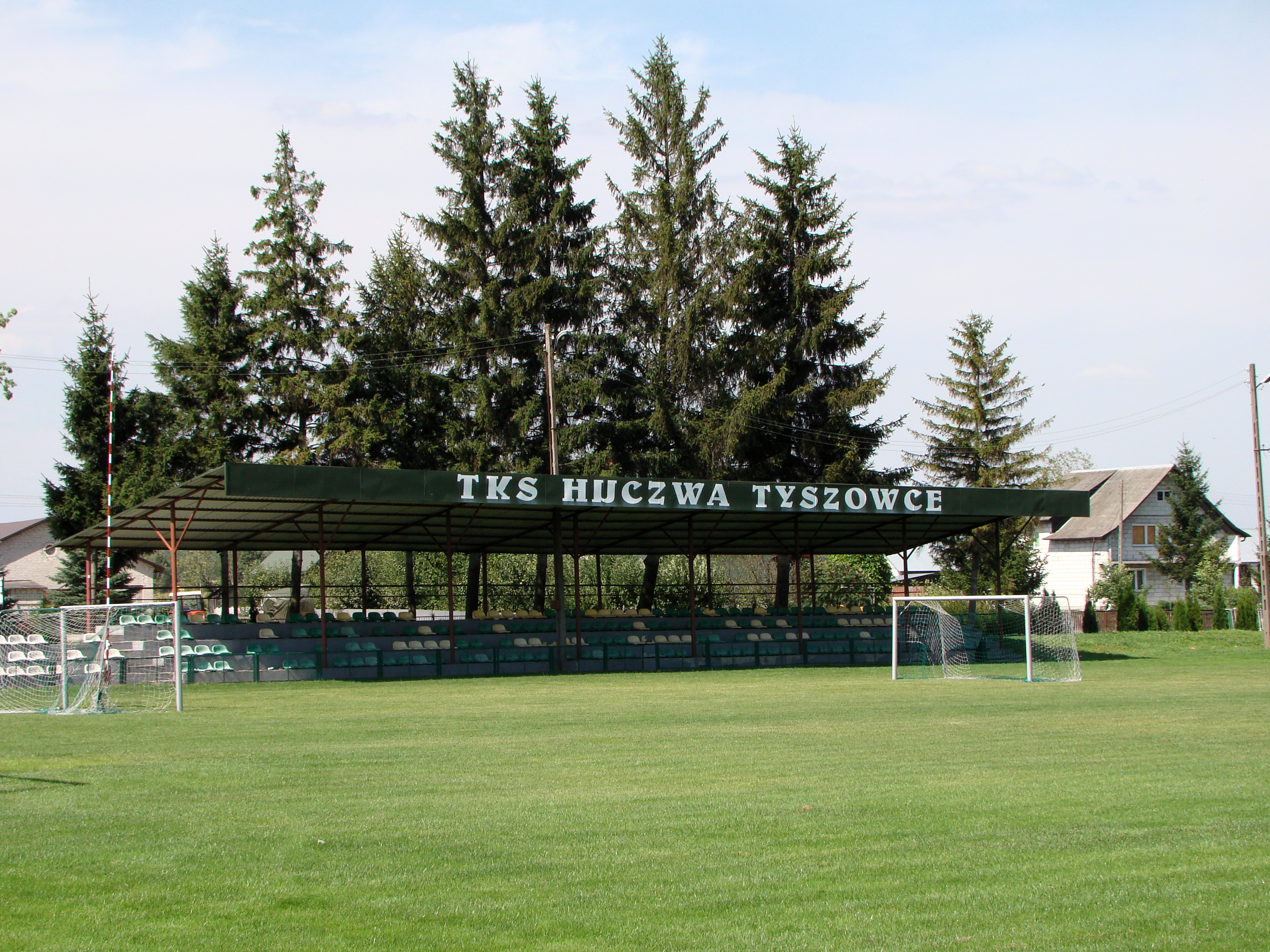
Stadion des TKS „HUCZWA“ Tyszowce

Der Tyszowiecki Klub Sportowy „HUCZWA“ Tyszowce (TKS „HUCZWA“ Tyszowce) ist ein Amateurfußballverein, der 1948 gegründet wurde. Derzeit spielt die Seniorenmannschaft in der Lublin-Gruppe der 4. Liga. „HUCZWA“ trägt seine Spiele im Miejski Stadion Sportowy im. Stanisława Gomoły in Tyszowce aus, mit einer Kapazität von 900 Zuschauern, befindet sich in der ul. Partyzantów.
Die Saison 2009/10 war ein Durchbruch in der Geschichte von „HUCZWA“, in der das Team seinen bisher größten Erfolg erzielte. Nach einer schwierigen Saison und mehreren Monaten der Jagd auf den Tabellenersten gelang den Spielern von Jacek Paszkiewicz der Aufstieg in die Lublin-Gruppe der 4. Liga.
„HUCZWA“ gewann 2017 das Finale des Starostwo-Pokals in der Gruppe Tomaszów Lubelski und erreichte beim Polnischen Fußballpokal 2018/19 das Finale auf Ebene der Woiwodschaften und schlug unter anderen die Vereine Hetman Zamość und Łada Biłgoraj. Im Finale verlor „HUCZWA“ nach einem harten Kampf in der achten Serie von Elfmeterschießen gegen Unia Hrubieszów.
Im Jahr 2018, zum 70. Jahrestag der Gründung des Vereins TKS „HUCZWA“, gewann Tyszowce unter der Leitung von Trainer Marcin Łyś die Bezirksklasse Zamość und stieg damit in die Lublin-Gruppe der 4. Liga auf.

## Klimaforschung

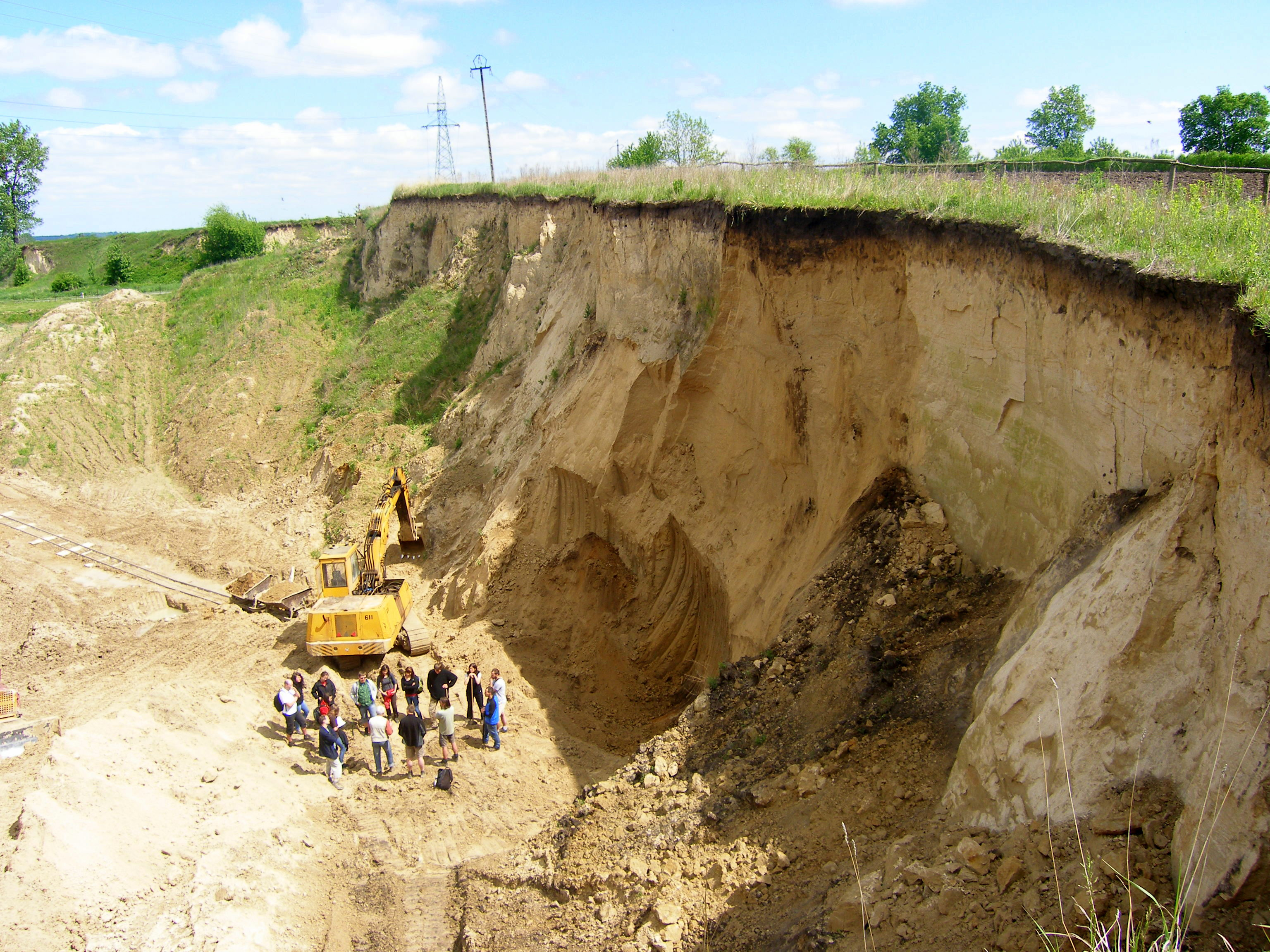
Lössgrabungen in Tyszowce

Die Ausgrabung einer Ziegelei im südlichen Teil von Tyszowce, an der Straße nach Łaszczów, gilt als wertvolles Forschungsobjekt überregionaler und globaler Bedeutung. Die vertikalen Wände bestehen aus Löss und sind Gegenstand paläogeographischer Forschung. Auf dieser Grundlage werden Forschungen durchgeführt, um die Klima- und Umweltbedingungen der letzten mindestens 130.000 Jahre zu rekonstruieren.

## Sehenswürdigkeiten
Nationales Kulturerbe Polens ist die Pfarrkirche St. Leonhard, die in den Jahren 1865–1870 erbaut wurde, mit dem 1907 erbauten Glockenturm, einer Kapelle und dem Kirchenfriedhof sowie dem römisch-katholischen Friedhof aus dem frühen 19. Jahrhundert.
Weitere Touristenattraktionen sind die in der Pfarrkirche aufbewahrten 5 Meter langen und 45 kg schweren Kerzen, ein Denkmal zu Ehren der Tyszowce-Konföderation, und der alte und neue jüdische Friedhof in Tyszowce.

Sehenswürdigkeiten in Tyszowce
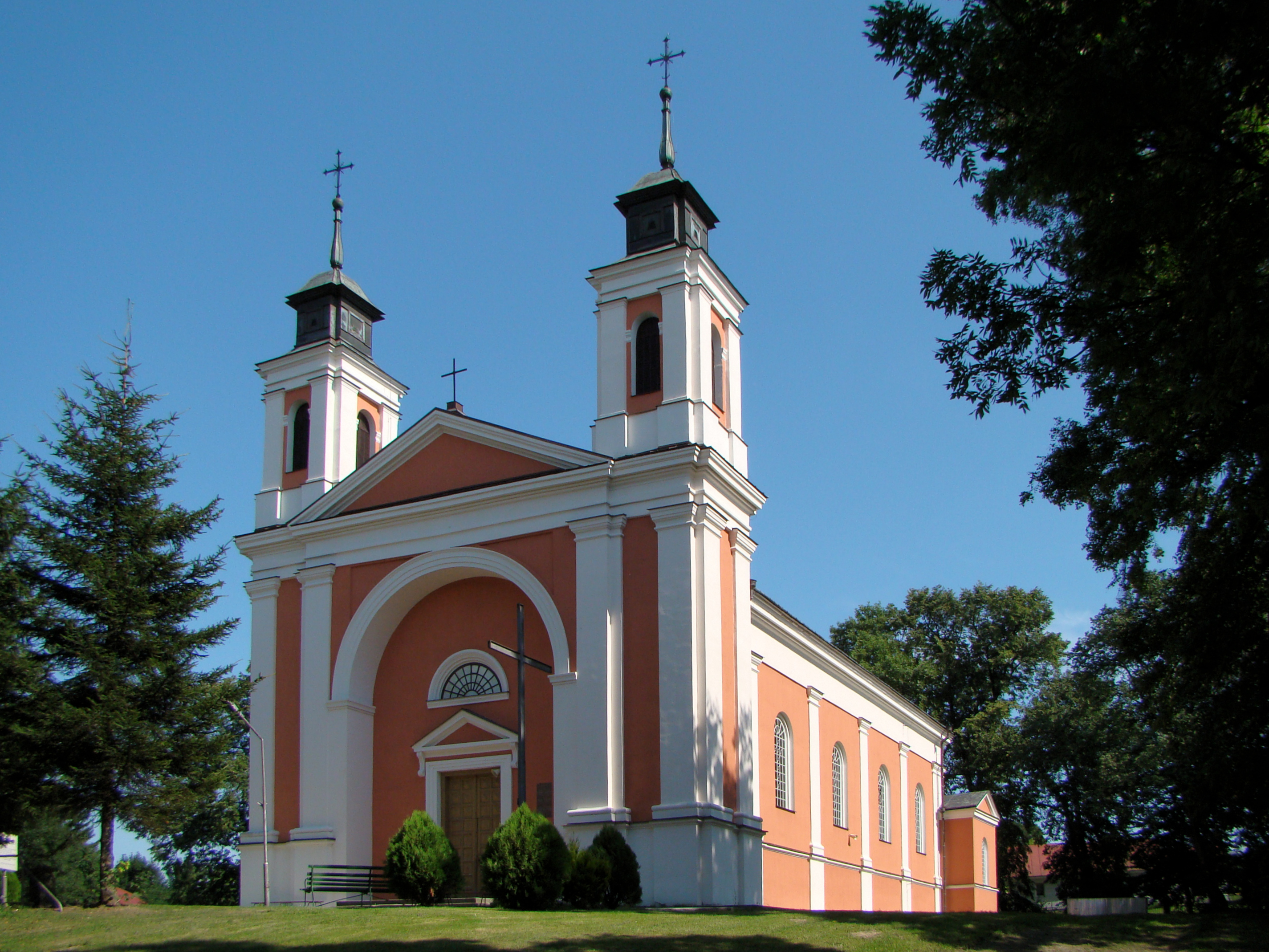
Pfarrkirche St. Leonhard
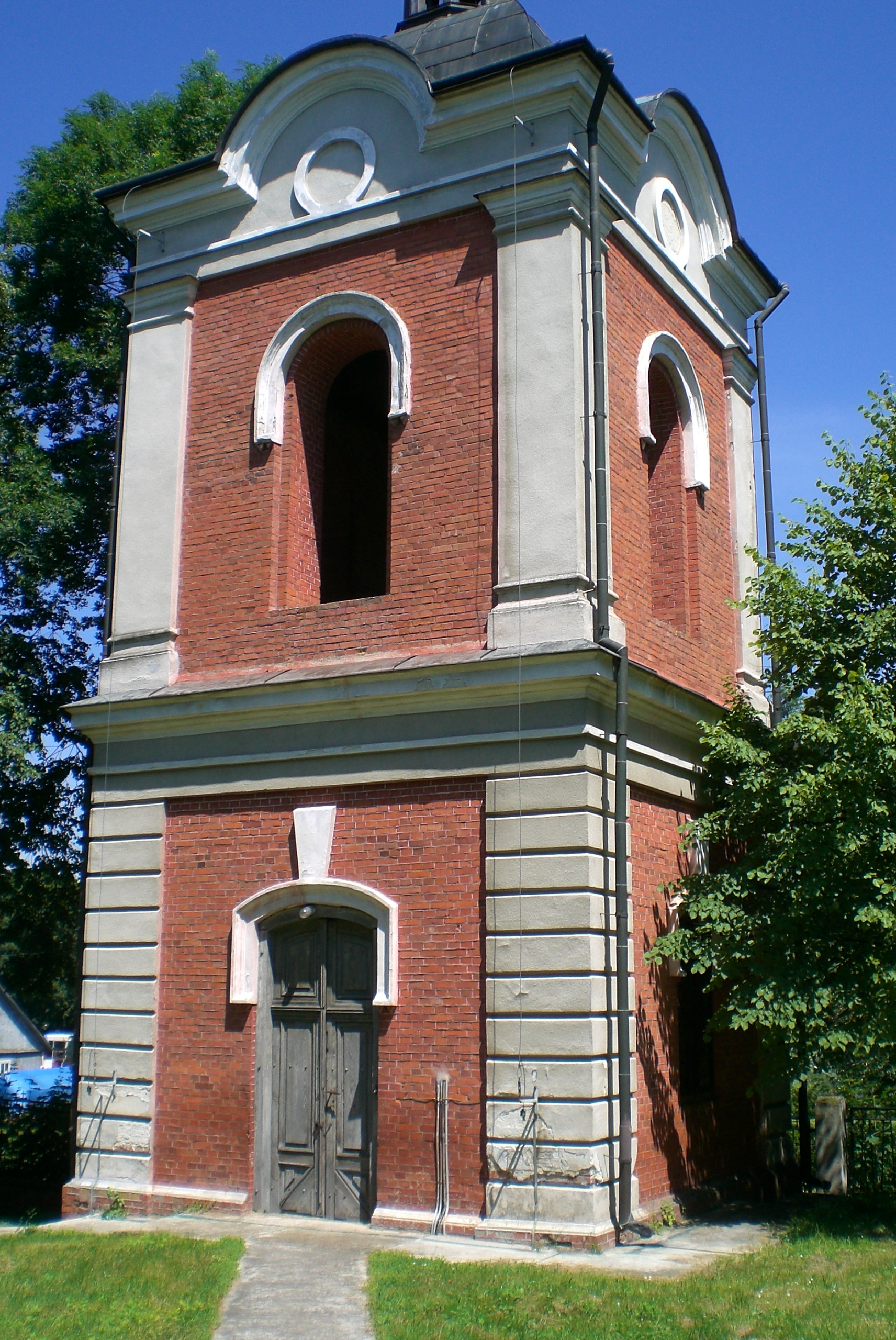
Glockenturm der Pfarrkirche St. Leonhard
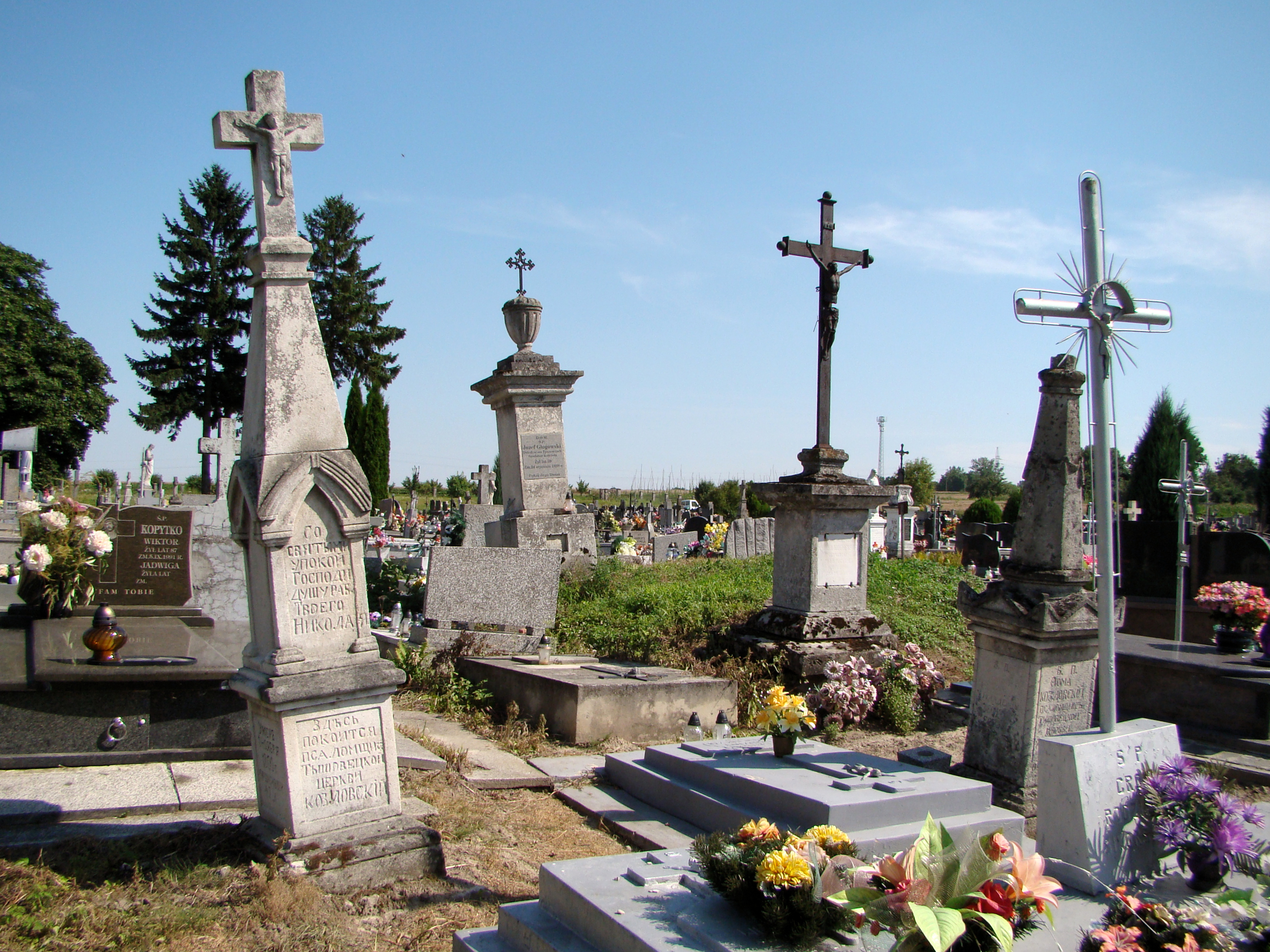
Römisch-katholischer Friedhof, früher auch griechisch-katholisch und orthodox
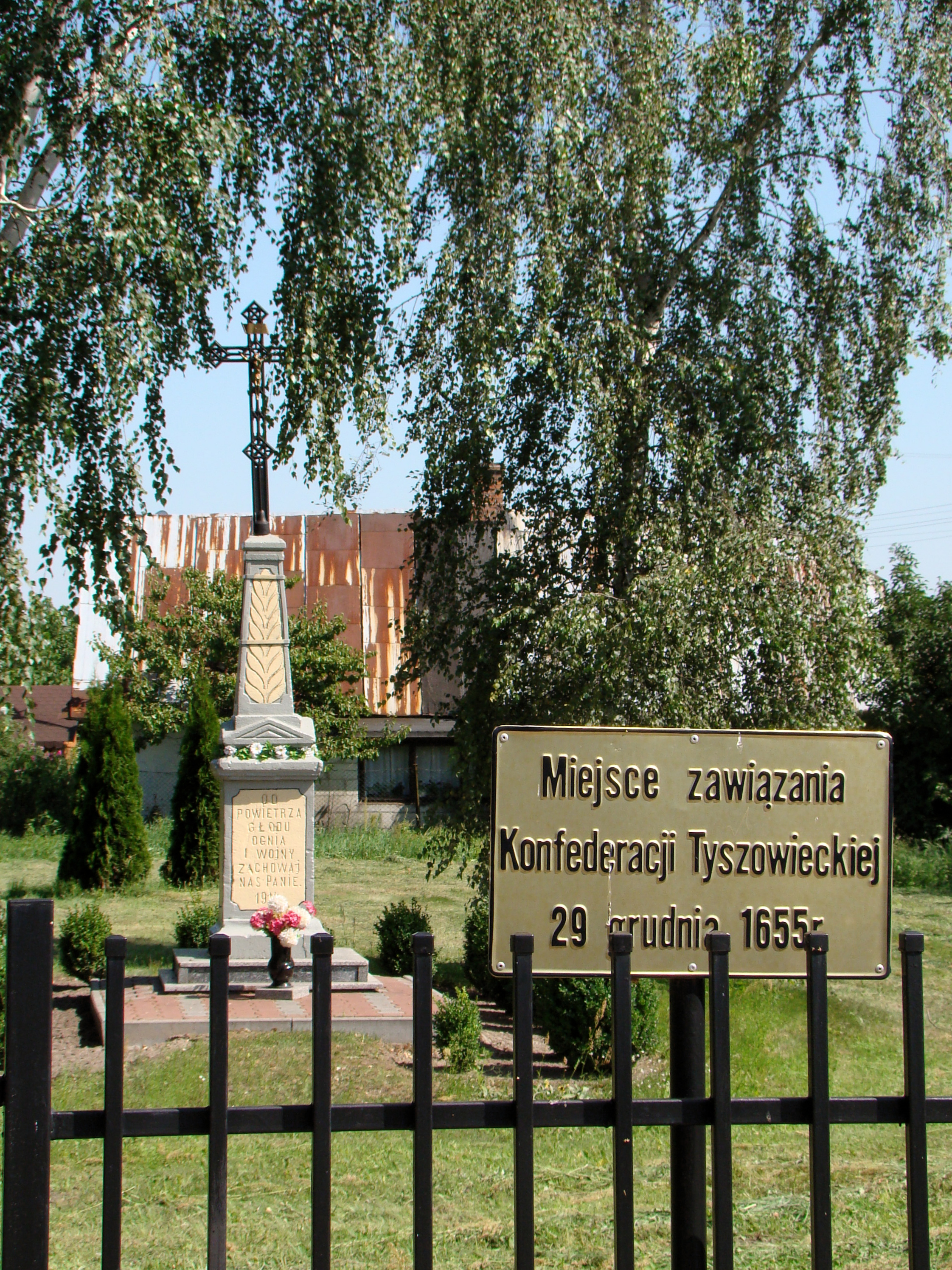
Gründungsort der Tyszowice-Konföderation

## Persönlichkeiten
- Ryszard Bartosz (* 1953), Politiker